# 犀犬
犀犬，是中国传说的异犬，得到的人家里会富昌，记载于《搜神记》《天中记》另也有记载，《说林》也有记载得到犀犬的人家里会富昌。

## 记载
《搜神记》晉惠帝元康中,吳郡婁縣懷瑤家忽聞地中有犬聲隱隱。視聲發處,上有小竅,大如蚓穴。瑤以杖刺之,入數尺,覺有物。乃掘視之,得犬子,雌雄各一,目猶未開,形大於常犬。哺之而食,左右咸往觀焉。長老或云:「此名犀犬,得之者,令家富昌,宜當養之。」
《说林》大名矩鐘小時如墨水葉占者日此名犀犬得之者家富昌

## 流行文化
《火影忍者》的六尾也叫犀犬

## 参看
- 中国妖怪列表